# Янченко, Степан Ефимович
Степан Ефимович Янченко (17 февраля 1924 ― 8 августа 1999) ― советский и белорусский учёный в области политической экономии, доктор экономических наук, профессор, заведующий кафедрой политической экономии Белорусского государственного университета (1978—1989), участник Великой Отечественной войны.

## Биография
Степан Ефимович Янченко родился 17 февраля 1924 года в деревне Антипенки Дубровенского района Витебской области. В 1938 году завершил обучение в Добрынской семилетней школе. В 1941 году окончил учиться в Витебском педагогическом училище. Направлен на работу на должность воспитателя в Леднянский детский дом. С 8 июня 1941 года трудился в должности воспитателем детского дома «Лядня» (Дубровенский район). Принимал участие в проведении эвакуации всех детей в Тамбовскую область. Стал работать воспитателем Инжавинского детского дома Тамбовской области.
По указанию Штаба партизанского движения был тайно отправлен в оккупированную Белоруссию. В Горецком районе он принимал участие в создании подпольного райкома ЛКСМБ и стал работать секретарём Горецкого, а потом Белыничского райкомов. Одновременно являлся помощником комиссара партизанской бригады. С июня 1944 года по январь 1945 год являлся секретарём Могилёвского горкома ВЛКСМ Белоруссии. С октября 1946 года был секретарём Гомельского горкома ВЛКСМ, с декабря 1947 года по март 1950 год являлся секретарём Гомельского обкома ВЛКСМ по пропаганде.
После окончания Великой Отечественной войны стал обучаться и успешно окончил Гомельский педагогический институт, получил специальность учитель истории. Дальше прошёл обучение в Академии общественных наук при ЦК КПСС в городе Москве. В 1954 году Степан Ефимович защитил диссертацию на соискание степени кандидат экономических наук по специальности политическая экономия. Направлен работать в Белорусский государственный университет имени Ленина. С 1954 по 1965 годы работал доцентом кафедры политической экономии.
С 1965 по 1969 годы Янченко занимал должность заведующего кафедрой политической экономии Белорусского государственного университета, а с 1970 по 1978 годы был заведующим кафедрой политической экономии Минского педагогического института имени Максима Горького. В 1973 году защитил диссертацию на соискание степени доктора экономических наук на тему: «Возникновение социалистических производственных отношений». В 1976 году ему присвоено ученое звание профессора.
С сентября 1978 года занимал должность заведующего кафедрой политической экономии гуманитарных факультетов Белорусского государственного университета. Работал в этой должности до 1989 года. С 1990 года профессор кафедры.
Проживал в городе Минске. Трагически погиб 8 августа 1999 году в автомобильной катастрофе.

## Научные труды
Автор около 100 научных работ, в том числе 9 монографий общим объёмом более 200 печатных страниц. В последние годы жизни трудился над серией книг по экономике капитализма. В свет вышли монографии: «Ступени развития рынка: генетический код капитализма» (Минск, 1995), «Промышленный капитализм» (Минск, 2000) (издана посмертно). Третья книга о финансовом капитализме не была завершена.

### Монографии
- Раздел мира союзами капиталистов. Минск, 1965;
- Предпосылки социалистических преобразований. Минск, 1971;
- Переходные формы производственных отношений. Минск, 1974;
- Возникновение социалистических производственных отношений. Минск, 1977;
- Налог с оборота. Теоретический очерк. Минск, 1983;
- Ступени развития рынка: генетический код капитализма. Минск, 1995;
- Промышленный капитализм. Минск, 2000.

## Награды и звания
Заслуги отмечены медалями:
- Орден Отечественной войны II степени
- Орден Красной Звезды
- Орден Знак Почёта
- Медаль «Партизану Отечественной войны» I степени
- Медаль «За победу над Германией в Великой Отечественной войне 1941—1945 гг.»
- Другие медали
- Почетная грамота Президиума Верховного Совета Белорусской ССР
- Заслуженный работник высшей школы Белорусской ССР